# Palm (öl)
Palm är ett belgiskt ölmärke.
Ölet är bärnstensfärgat och har fin skumkrona med stor doft av äpple och citrus. Medelfyllig, frisk smak med brödighet.